# Віла-Реал-де-Санту-Антоніу
Ві́ла-Реа́л-де-Са́нту-Анто́ніу (порт. Vila Real de Santo António; МФА: [ˈvi.ɫɐ ʁi.ˈaɫ dɨ ˈsɐ̃.tu ɐ̃.ˈtɔ.ni.u], «королівське містечко св. Антонія») — муніципалітет і місто в Португалії, в окрузі Фару. Розташований у південній частині країни, на теренах історичної португальської провінції Алгарве. Належить до Фаруської діоцезії Католицької церкви в Португалії. Права міського самоврядування має з 1774 року. Поділяється на 3 парафії. За адміністративним поділом, чинним до 1976 року, був складовою провінції Алгарве. Площа муніципалітету — 61,25 км², населення муніципалітету — 19156 ос. (2011); густота населення — 312,75 осіб/км²
. Патрон — Діва Марія. Святковий день муніципалітету — 13 травня. Поштовий індекс — 8900.  Код місцевої адміністративної одиниці — 0816. Складова статистичного регіону Алгарве.

## Назва
- Віла-Реал-де-Санту-Антоніу (порт. Vila Real de Santo António, стара орфографія: порт. Villa Real de Santo Antonio) — сучасна португальська назва.

## Географія
Віла-Реал-де-Санту-Антоніу розташована на півдні Португалії, на південному сході округу Фару, на португальсько-іспанському кордоні.
Віла-Реал-де-Санту-Антоніу є адміністративним центром однойменного району (муніципалітету) з площею 57,53 км² і населенням 18 158 осіб (2004).
Віла-Реал-де-Санту-Антоніу межує на півночі та сході з муніципалітетом Каштру-Марин, на сході — з Іспанією (через річку Гвадіана), на заході — з муніципалітетом Тавіра. На півдні омивається водами Атлантичного океану.
Відстань до міста Лісабона — 317 км, до міжнародного аеропорту Фару — 52 км.

### Клімат
Зима у регіоні дуже коротка з приємними температурами: у листопаді та грудні випадає найбільше опадів, проте найхолоднішими місяцями є січень та лютий. Найтеплішими літніми місяцями є червень і липень. У середньому місто отримує 300 днів сонця на рік.

## Історія
Упродовж багатьох століть Португалія мала політичні проблеми зі своїм східним сусідом Іспанією, саме тому завжди приділялась особлива увага до прикордонних територій. Гирло річки Гуадіани відокремлює крайній південний схід Португалії від крайнього південного заходу Іспанії, і протягом багатьох років єдиним португальським захисником національної території у цьому регіоні залишалося селище Каштру-Марин. Саме через це у період великих змін в країні 30 грудня 1773 року королем Жозе I було підписано наказ про спорудження нового прикордонного міста — таким чином народжується Віла-Реал-де-Санту-Антоніу.
На той час на території майбутнього міста існувало лише декілька рибальських будиночків, а сама місцевість мала назву Santo António da Arenilha. Відповідальним за розбудову міста став Себаштіан де Карвалю.
Спорудження відбувалось досить швидкими темпами; 17 травня 1774 року було закладено перший камінь, а вже 6 серпня того ж року закінчуються роботи по зведенню будинку муніципальної палати, митниці і казарми. Було розпочато роботи по зведенню церкви. Будівництво велось за тим самим методом, що використовувався при відбудові центру міста Лісабона — «байші», — з привезених напівфабрикатів, які швидко монтувалися на місті. 13 травня 1776 року роботи було повністю завершено, а квартали нового міста набули правильних геометричних форм, сконцентрованих навколо його головної площі — Маркіза де Помбал
В кінці 19 століття і на початку 20 століття місто швидко розвивалось, — головним чином завдяки рибальству (вилов сардинії і тунця), перетворившись на важливий центр по виробництву рибних консерв та важливий порт. 1886 року місто стає першим в Алгарве туристичним центром, де при освітленні вулиць було використано природний газ, а вже у 1906 році місто отримало залізничну станцію.
Сьогодні, завдяки своєму розташуванню і розвинутій інфраструктурі, Віла-Реал-де-Санту-Антоніу і муніципалітет є дуже популярними серед туристів з числа мешканців Північної Європи: тут охоче відпочивають німці, шведи та англійці.

## Населення
| Кількість мешканців | Кількість мешканців | Кількість мешканців | Кількість мешканців | Кількість мешканців | Кількість мешканців | Кількість мешканців | Кількість мешканців | Кількість мешканців | Кількість мешканців | Кількість мешканців | Кількість мешканців | Кількість мешканців | Кількість мешканців | Кількість мешканців |
| ------------------- | ------------------- | ------------------- | ------------------- | ------------------- | ------------------- | ------------------- | ------------------- | ------------------- | ------------------- | ------------------- | ------------------- | ------------------- | ------------------- | ------------------- |
| 1864                | 1878                | 1890                | 1900                | 1911                | 1920                | 1930                | 1940                | 1950                | 1960                | 1970                | 1981                | 1991                | 2001                | 2011                |
| 5 059               | 6 844               | 8 573               | 9 817               | 10 716              | 9 536               | 12 313              | 12 955              | 14 383              | 14 999              | 13 738              | 16 347              | 14 400              | 17 956              | 19 156              |

## Парафії
1. Віла-Нова-де-Касела (порт. Vila Nova de Cacela)
2. Віла-Реал-де-Санту-Антоніу (порт. Vila Real de Santo António)
3. Монте-Горду (порт. Monte Gordo)

## Економіка, побут, транспорт
Економіка району головним чином представлена рибальством і туризмом, сільськогосподарські угіддя займають 47 % території муніципалітету (зернові культури, фрукти, цитрусові і маслини). Місто розташоване на атлантичному узбережжі в мальовничій місцевості, маючи численні піскові пляжі (найвідомішим є пляж «Монте-Горду» (порт. Praia de Monte Gordo)).
Щороку у Вілі-Реал-де-Санту-Антоніу проводяться карнавал (у лютому або березні), так званий «пляжний ярмарок» з 10 по 15 жовтня (порт. Feira da Praia), інші народні свята в період з липня по вересень, а раз у два роки протягом цілого місяця липня — так званий «фестиваль Чотирьох міст» (порт. Festival das 4 Cidades).
У місті діє так званий Університет Дозвілля (не є закладом вищої освіти, пропонує лише деякі курси та займається проведенням різноманітних культурних подій), 13 загальноосвітніх шкіл (9 початкових і 4 середні), 8 дитячих садків.
Місто як і муніципалітет в цілому має добре розвинуту транспортну мережу: з'єднане з Фару швидкісною автомагістраллю А-22 (відоміша як «Via do Infante»), з Лісабоном — А-2, з провінцією Алентежу — національною автомобільною дорогою IC-27 (відстань до міста Бежі — 99 км). Має залізничну станцію приміського сполучення на Лінії Алґарве. Чи не єдиний в країні безкоштовний соціальний автобус (порт. autocarro social) ціркулює за шістьма маршрутами територією усього муніципалітету. До іспанського автономного співтовариства Андалусії можна дістатись скориставшись поромною переправою або міжнародним автомобільним мостом через річку Гуадіану.
На набережній, недалеко від входу на поромну переправу, розташована крамниця «Хуторок», відкрита представниками української діаспори. Там продаються українські харчові продукти.

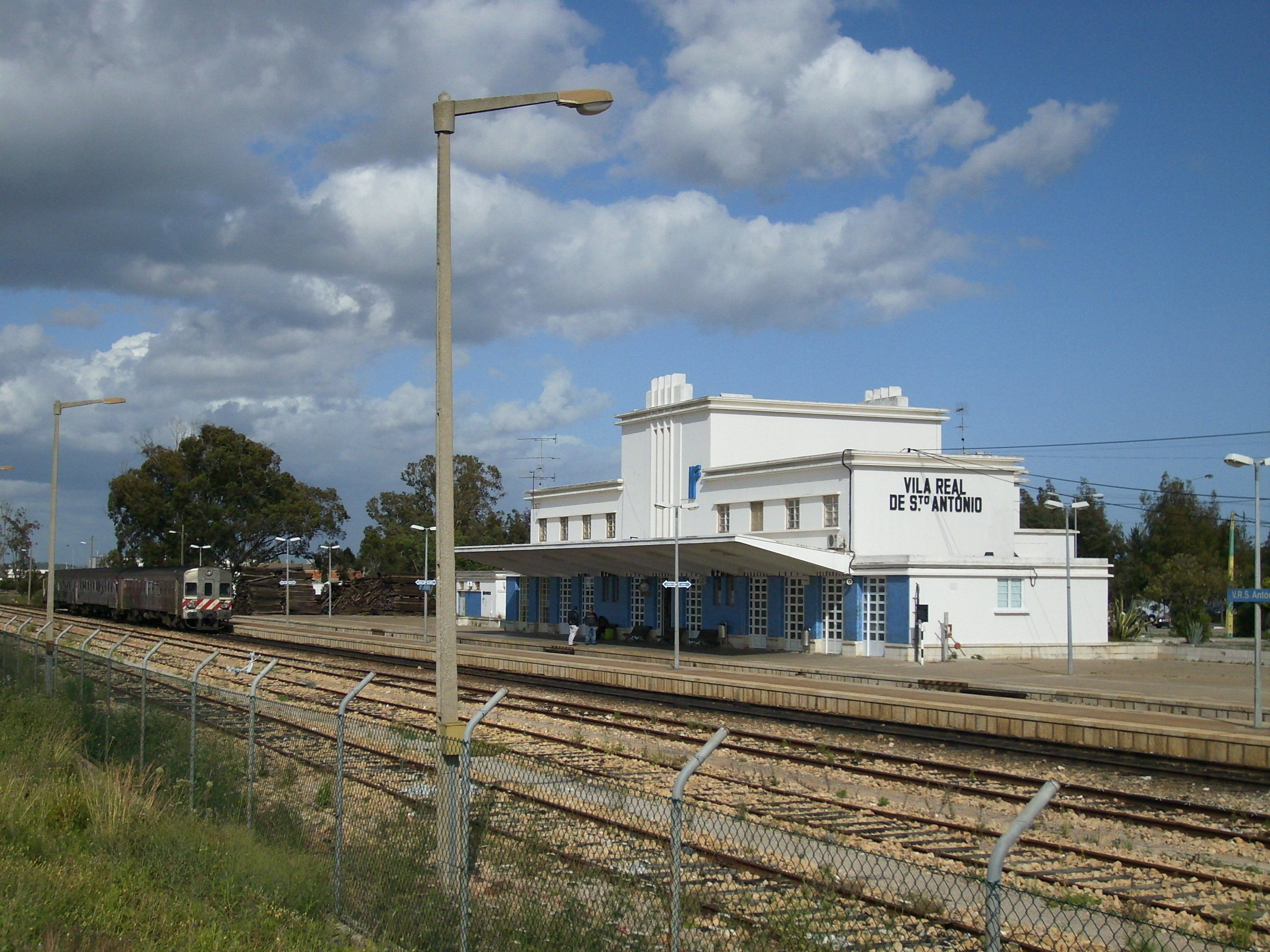
Вокзал
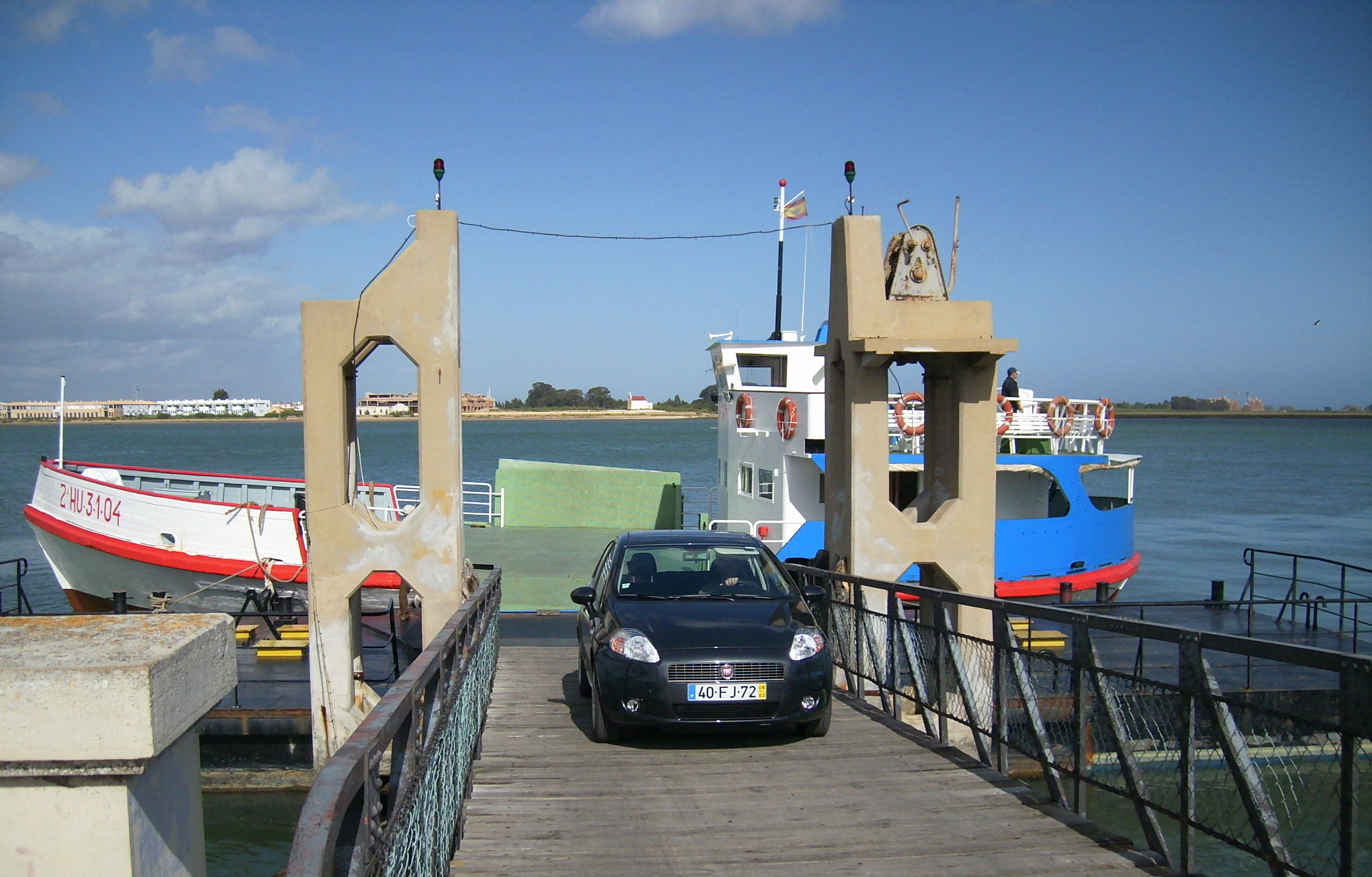
Поромна переправа
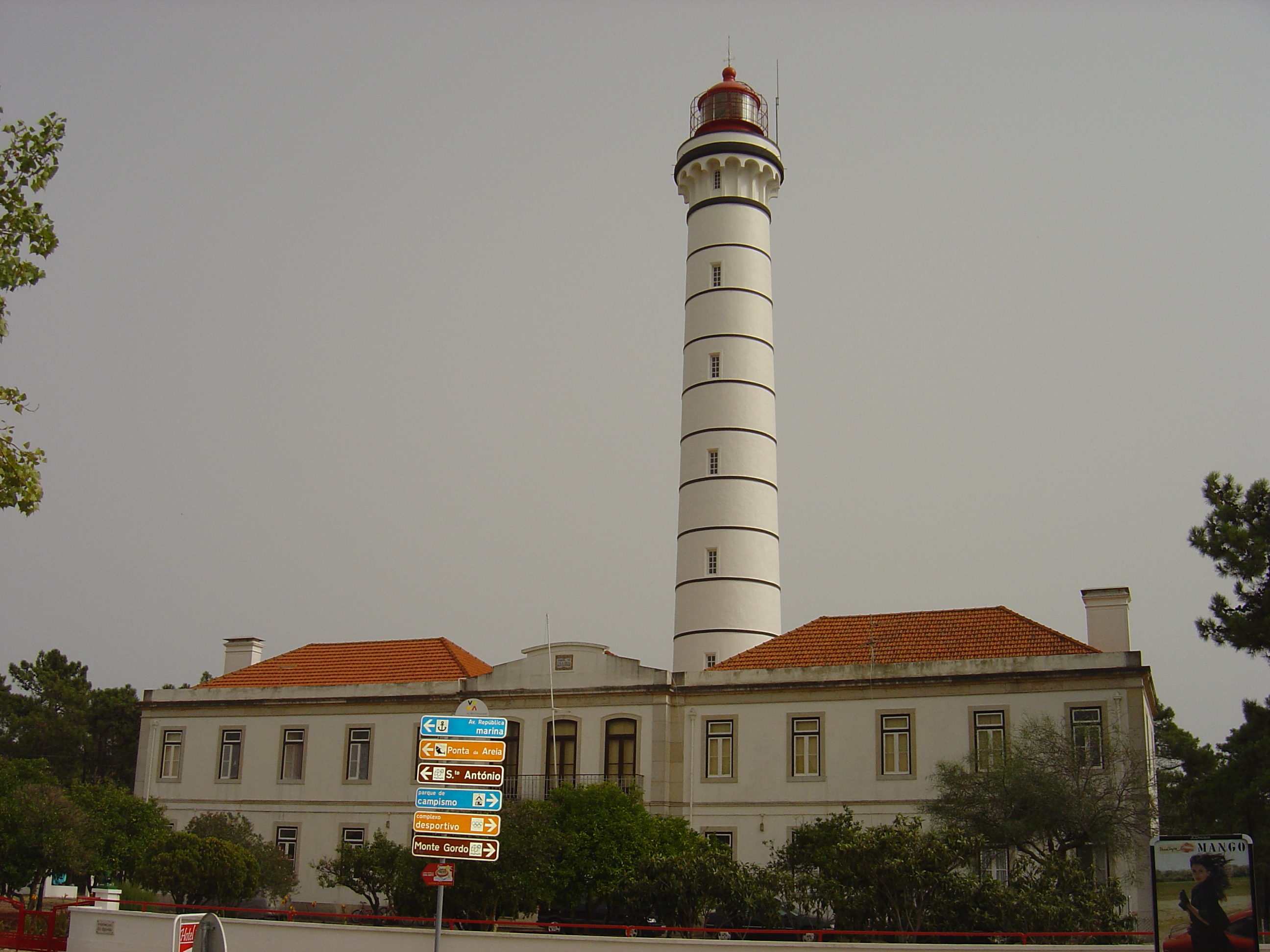
Маяк
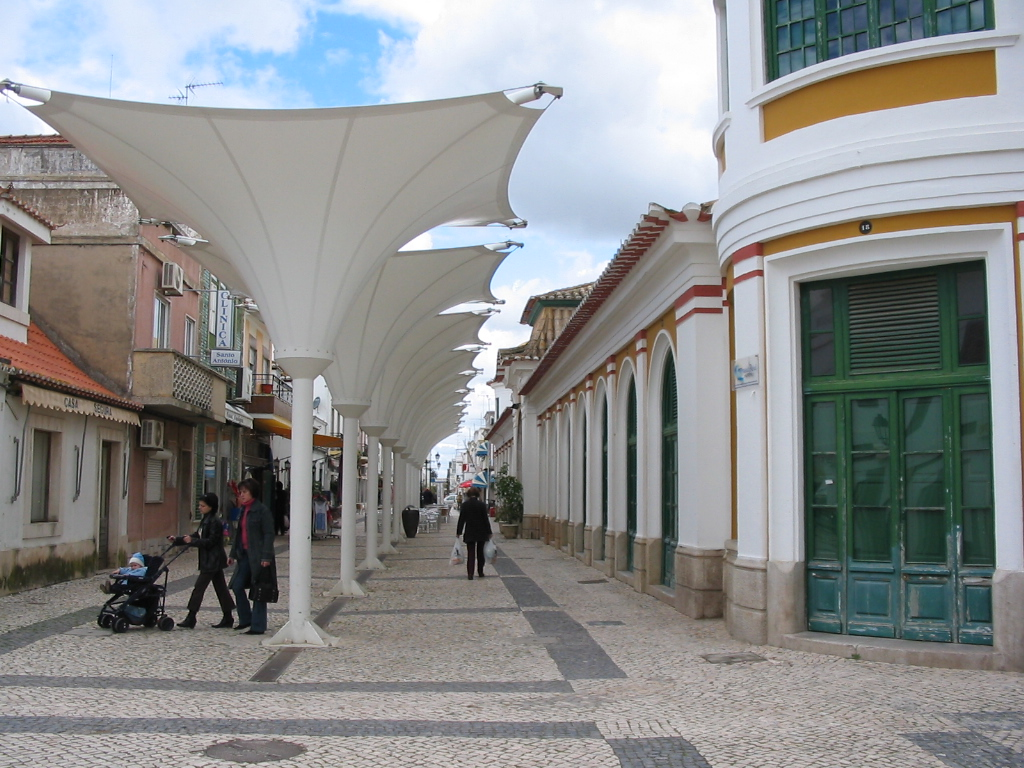
Вулиця міста
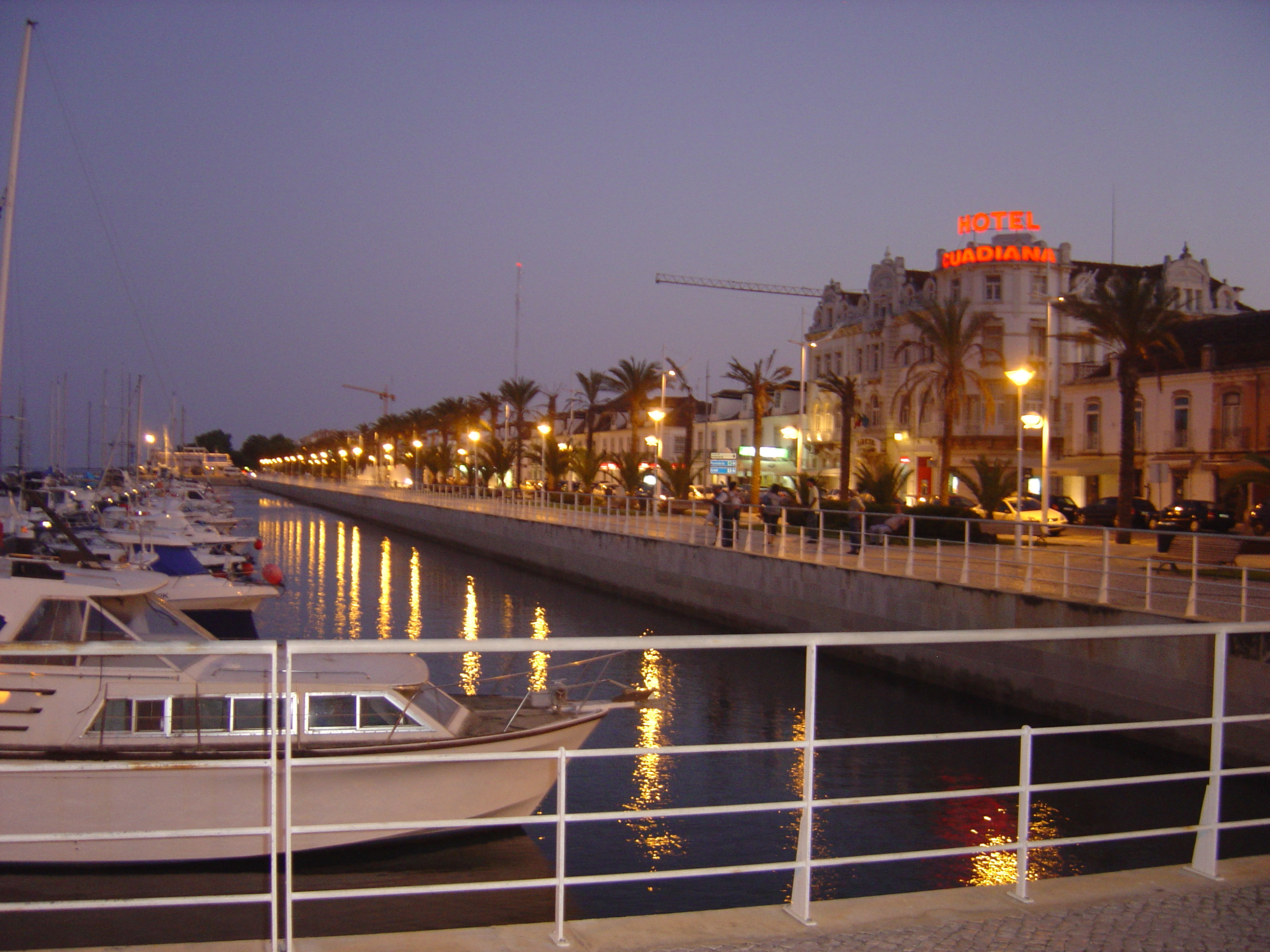
Гавань
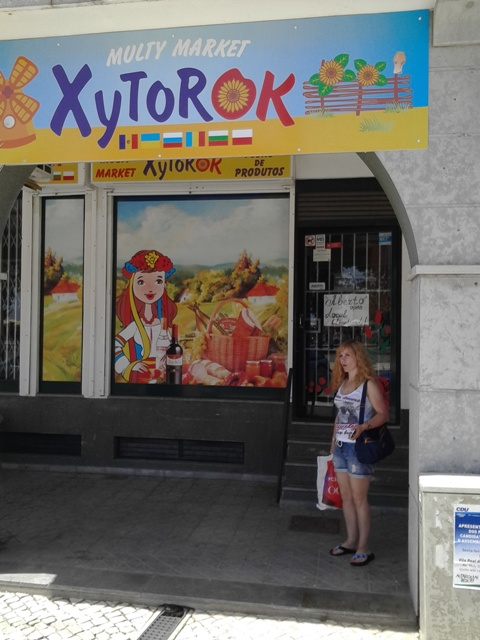
Хуторок

## Туризм
Серед архітектурних пам'яток особливий інтерес викликають історичний центр міста (порт. Centro histórico pombalino de Vila Real de Santo António), дві фортеці (порт. Fortaleza de Cacela, Castelo de Cacela), залізнична станція збудована у 1906 році, декілька церков як у самому місті так і на території муніципалітету (порт. Igreja Matriz de Cacela-Velha, Igreja de Nossa Senhora das Dores de Monte Gordo), два будинки культури (порт. Centro Cultural António Aleixo, Centro de Artes e Ofícios da Manta Rota), казино в Монте-Горду та маяк збудований у 1923 році.
Поблизу міста створено два заповідники: порт. Reserva Natural do Sapal de Vila Real de Santo António — відомий своїми вдало розташованими майданчиками для спостереження за рідкісними птахами, а також порт. Reserva Natural da Mata de Vila Real de Santo António — відомий своїми сосновими деревостанами і рідкісною флорою та фауною.
Для отримання безкоштовної туристичної інформації на території муніципалітету існує два інформаційних центри:
- Перший розташований усередині будинку культури Антоніу Алейшу (адреса порт. Rua Teófilo Braga, 8900-303 Vila Real de Santo António, Tel. 281 542 100),
- Другий — розміщений на території громади Монте-Горду поруч з казино (адреса порт. Avenida Infante D. Henrique, 8900-412 Monte Gordo, Tel. 281 544 495).